# Shrvenants
Shrvenants (in armeno Շրվենանց) è un comune di 76 abitanti (2010) della Provincia di Syunik in Armenia.